# Basil Wigoder, Baron Wigoder
Basil Thomas Wigoder, Baron Wigoder QC (* 12. Februar 1921 in Manchester; † 12. August 2004) war ein britischer Jurist und Politiker der Liberal Party sowie zuletzt der Liberal Democrats, der 1974 als Life Peer aufgrund des Life Peerages Act 1958 Mitglied des House of Lords wurde.

## Leben

### Studium, Staatsanwalt und Rechtsanwalt
Wigoder, dessen Vater Zahnarzt und Mutter Richterin war, absolvierte nach dem Besuch der Grammar School in Manchester ein Studium der Geschichtswissenschaft am Oriel College der University of Oxford. Während des Zweiten Weltkrieges leistete er zwischen 1942 und 1945 seinen Militärdienst bei der Royal Artillery. Am 14. August 1942 wurde er zum Second Lieutenant befördert. Nach Kriegsende begann er ein Studium der Rechtswissenschaften am Oriel College und war bis 1946 auch Präsident der Oxford Union, des Debattierclubs der Universität. Nach Abschluss des Studiums erhielt er 1946 seine anwaltliche Zulassung als Barrister bei der Anwaltskammer (Inns of Court) von Gray’s Inn.
Im Anschluss befasste er sich überwiegend mit Strafrecht und wurde 1951 von seinem Anwaltspartner A. P. Marshall in den Fall gegen Clarence Henry Willcock (Willcock vs. Muddle) eingeführt, der zum Ende des Gebrauchs der im Zweiten Weltkrieg verwendeten Personalausweise (wartime identity cards) führte.
In der Folgezeit wurde er zu einem der führenden Fachanwälte für Individualrechte. Als Staatsanwalt (Prosecutor) wirkte er in so unterschiedlichen Verfahren mit wie in dem gegen Anthony Reuter, ein Anführer der jugendlichen Protestbewegung Teddy Boys, der 1956 wegen böswilliger Körperverletzung zu fünf Jahren Freiheitsstrafe verurteilt wurde, oder gegen einen Mann, der 1961 zu 50 Pfund Sterling Geldstrafe verurteilt wurde, nachdem er einen Greyhound bei einem Windhundrennen in Wembley getreten hatte.

### Erfolglose Unterhauskandidaturen und politische Laufbahn in der Liberal Party
Wie zahlreiche andere Barrister engagierte sich Wigoder auch in der Politik und kandidierte bei den Unterhauswahlen vom 5. Juli 1945 sowie einer Nachwahl (By-election) am 15. November 1945 für die Liberal Party im Wahlkreis Bournemouth jeweils erfolglos für ein Abgeordnetenmandat im House of Commons.
Später kandidierte er ohne Erfolg bei den Unterhauswahlen am 8. Oktober 1959 sowie am 15. Oktober 1964 für die Liberal Party im Wahlkreis Westbury.
1963 wurde er Nachfolger von Desmond Banks als Geschäftsführender Vorsitzender der Liberal Party (Chairman of the Liberal Party Executive) und bekleidete diese Funktion bis zu seiner Ablösung durch Gruffydd Evans. Im Anschluss war er zwischen 1965 und 1966 Vorsitzender des Komitees zur Organisation der Parteitage der Liberal Party.

### Kronanwalt und bedeutende Prozesse als Strafverteidiger
Am 20. April 1966 wurde Wigoder für seine anwaltlichen Verdienste zum Kronanwalt (Queen’s Counsel) ernannt und befasste sich danach mit zahlreichen bedeutenden Fällen vor dem Old Bailey, dem Zentralen Strafgerichtshof (Central Criminal Court).
Eine seiner ersten Verteidigungen nach seiner Ernennung zum Kronanwalt war ein erfolgreicher Prozess vor Gerald Thesiger, einem für seine harten Urteile bekannten Richter der Zivilkammer (Queen’s Bench Division) des für England und Wales zuständigen High Court of Justice. In dem Verfahren, in dem es um einen wegen Mordes an einem anderen Gast bei einer Feier in Notting Hill angeklagten Mann ging, verteidigte er den Angeklagten erfolgreich damit, dass dieser sich gegen einen grundlosen Angriff verteidigt hätte.
Danach war er ein gefragter Strafverteidiger und hatte im Laufe der Zeit bekannte Mandanten wie den früheren Generalzahlmeister (Paymaster General) George Wigg, der im Falle eines Prostitutionsverfahren freigesprochen wurde, oder auch Sheila Buckley, eine Geliebte des ehemaligen Labour-Party-Politikers John Stonehouse, der wegen der Vortäuschung eines Suizids 1974 angeklagt wurde. In anderen Verfahren verteidigte er den Maler Francis Bacon wegen des Besitzes von Cannabis sowie Alfred Berman, einen der Angeklagten im Prozess gegen die sogenannte Richardson Gang 1966. Anders als die meisten der Mitangeklagten wurde Berman freigesprochen.
Ebenfalls 1966 erschien Wigoder in einem mysteriösen Fall gegen den aus Nigeria stammenden Studenten Orishagbemi, der des Mordes an seiner Mieterin angeklagt wurde. Als Verteidigung wurde dargestellt, dass dieses Mädchen eine Hexe war, die einen Fluch über Orishagbemi und dessen Frau ausgesprochen hätte; Orishagbemi war lediglich bemüht gewesen, diesen Fluch abzuwehren. Angesichts dieses aussichtslosen Verteidigungsvorbringens, verlor Wigoder den Prozess. 1967 wurde Wigoder vom Handelsministerium (Board of Trade) mit der Untersuchung der Vorgänge um das Finanzdienstleistungsinstitut Pinnock Finance beauftragt.
Zu seinen weiteren Mandanten zählte der Journalist und spätere konservative Abgeordnete des House of Commons, Jonathan Aitken, der 1971 aufgrund des Gesetzes über Amtsgeheimnisse (Official Secrets Act) wegen der Weitergabe klassifizierter Informationen über den Biafra-Krieg an die Wochenzeitung The Sunday Telegraph angeklagt wurde. Wigoder argumentierte in seinem Plädoyer erfolgreich zu Gunsten Aitkens, dass es dessen Pflicht war „im Interesse des Staates“ so zu handeln. Dieses Plädoyer wurde seit diesem Verfahren zu einer Grundlage in ähnlich gelagerten Prozessen. Im Laufe der Jahre war er ein beständiger Kritiker der Bestimmungen dieses Gesetzes, welches er als illiberal und unfair betrachtete.
Zuletzt trat Wigoder als Strafverteidiger in einer Reihe von Verfahren gegen die Irish Republican Army (ORA) auf, wie zum Beispiel für einen Angeklagten in dem Prozess zum Bombenanschlag auf die Garnison Aldershot 1972, sowie gegen die sogenannten Guildford Four, die als angebliche IRA-Terroristen wegen Bombenanschläge auf einen Pub in Guildford 1975 unschuldig verurteilt wurden. Erst 1989 kam es zu einem Revisionsverfahren, das zur Aufhebung der Urteile führte.

### Engagement in juristischen Organisationen und Oberhausmitglied
1970 wurde er Mitglied des Generalrates der Rechtsanwälte (General Council of the Bar) und gehörte diesem bis 1974 an. Ferner wirkte Wigdor zwischen 1971 und 1977 als Mitglied des Regelausschusses (Rules Committee) am Strafgerichtshof (Crown Court) und daneben von 1972 bis 1984 auch als Berichterstatter (Recorder) des Crown Court. Während dieser Zeit war er mit dem Kronanwalt Lewis Hawser Co-Vorsitzender eines Justizausschusses, das die Übertragung von Strafverfahren von der Polizei an eine unabhängige Behörde für öffentliche Anklagen vorschlug. 1972 gründete er zusammen mit Jeremy Hutchinson, John Hazan und Michael die Vereinigung der Strafrechtsanwälte (Criminal Bar Association).
Durch ein Letters Patent vom 16. Mai 1974 wurde Wigoder als Life Peer mit dem Titel Baron Wigoder, of Cheetham in the City of Manchester, in den Adelsstand erhoben und gehörte damit bis zu seinem Tod dem House of Lord als Mitglied an.
Während seiner Oberhauszugehörigkeit war er nach seiner Ernennung durch den Führer der Liberalen Partei im Oberhaus, Frank Byers, Baron Byers, zunächst zwischen 1977 und 1984 Parlamentarischer Hauptgeschäftsführer der Fraktion der Liberal Party (Liberal Chief Whip in the House of Lords) sowie später Sprecher seiner Fraktion für Innen- und Gesundheitspolitik. In seinen Oberhausreden war er äußerst kritisch gegenüber Vorschlägen der Regierung sowohl bezüglich der Einschränkung von Rechten bei Geschworenenprozessen als auch gegenüber der Beschneidung eines Rechts auf Berufung in sogenannten „milden Urteilsfällen“ (‚lenient sentencing cases‘).
Des Weiteren wurde Baron Wigoder 1977 Vorsitzender der Behörde für Gesundheitsdienste (Health Services Board) und war nach deren Auflösung 1980 durch Premierministerin Margaret Thatcher zwischen 1981 und 1992 erst Vorsitzender sowie im Anschluss Vize-Vorsitzender des Gesundheitsunternehmens Bupa. Ferner wirkte er von 1984 bis 1990 als Präsident der Statute Society.
Aus seiner 1948 geschlossenen Ehe mit Yolanda Levinson gingen vier Kinder hervor, darunter der Unternehmer und Wirtschaftsmanager Charles Wigoder, der unter anderem Exekutivvorsitzender des Telekommunikationsunternehmens Telecom Plus ist.